# Bradysia altaica
Bradysia altaica är en tvåvingeart som beskrevs av Lyudmila Komarova 1997. Bradysia altaica ingår i släktet Bradysia och familjen sorgmyggor. Inga underarter finns listade i Catalogue of Life.